# (2582) Harimaya-Bashi
(2582) Harimaya-Bashi est un astéroïde de la ceinture principale.

## Description
(2582) Harimaya-Bashi est un astéroïde de la ceinture principale. Il fut découvert le 26 septembre 1981 à Geisei par Tsutomu Seki. Il présente une orbite caractérisée par un demi-grand axe de 3,20 UA, une excentricité de 0,07 et une inclinaison de 18,1° par rapport à l'écliptique.

## Compléments